# Кастренсий Африканский
Кастренсий Африканский (V век, итал. Castrese, лат. Castresius, Castrensius, Canstrisius) — христианский святой, священнослужитель. День памяти — 11 февраля.
Родился в Северной Африке, откуда был вынужден бежать в результате гонений вандалов. Обосновался в Италии в области Кампания и стал епископом в городке Сесса (по другим сведениям — в городке Вольтурнум). Оба города претендуют и на то, что именно там Кастренсий умер и был похоронен. Поныне Кастренсий считается священным покровителем Кастель-Вольтурно и названного его именем района в Сесса-Аурунка.